# He Said She Said
«He Said She Said» (El Dice Ella Dice) es el segundo y más exitoso sencillo del álbum de Ashley Tisdale Headstrong. Este fue coescrito por el gran escritor/productor de canciones Jonathan "JR" Rotem (que trabajó con Britney Spears, Destiny's Child, Rihanna), Evan "Kidd" Bogart (Rihanna), y Ryan "Alias" Tedder (Hilary Duff). A pesar de que el sencillo fue lanzado el 12 de diciembre de 2006, la canción ya había sido infiltrada en su versión completa en Internet el 10 de diciembre del mismo año. La canción lleva ya más de un año en rotación radial en varias partes del mundo, por lo cual es uno de los sencillos con el más largo periodo de realización.
Esta canción también fue utilizada en una parte de la película "Cloverfield".

## Información de la canción
El sencillo fue filtrado el 10 de diciembre de 2006, en uno de los primeros conciertos del tour High School Musical: El Concierto en Estados Unidos. el día 12 de diciembre de 2006 fue lanzado oficialmente en iTunes en formato de Sencillo en CD Digital alcanzado gran cantidad de descargas. La canción fue escrita por J.R. Rotem, Evan Bogart y Ryan Tedder líder de la banda OneRepublic, además es reconocido por escribir junto a Jesse McCartney el tema de Leona Lewis "Bleeding Love". "He Said She Said" iba a ser el primer sencillo de Headstrong, pero no fue así ya que Warner Bros. Records decidió pasarlo a segundo sencillo, por sus "polémicas" letras. De este modo, "Be Good To Me" se transforma en el primer sencillo del álbum. También junto a "Be Good To Me" aparecieron como parte de la banda sonora y créditos en la película Bring It On: In It to Win It, en donde además actúa como personaje principal su hermana Jennifer Tisdale.

### Diferentes versiones
Se formó una "polémica" por la tercera versión lanzada, ya que según decían muchas personas era "explícita", por contener letras más fuertes para el público infantil, pero solo son las palabras que muchos otros cantantes usan para sus canciones. Las tres versiones son:
| Versión Editada ...One day with you, Boy just one day with you, Oh the things we could do, everyday I think of Being with you, but No one else but us two All our dreams would come true If we just got together... (Estribillo) Baby I can see us moving like that (like that) Baby I can see us dancin like that (like that) Baby I can see us chillin' like that (like that) We don't need no more that he said, she said | Versión Explicta ...One night with you, Boy just one night with you, All the things we could do, everyday I think of- One night with you, no one else but us two, All our dreams would come true If we'd just get together... (Estribillo) Maybe I can see us moving like that. Maybe I can see us touching like that. Baby I can see us kissing like that. We don´t need no more that he said she said. |

- La primera infiltrada en Internet que es la que Ashley canta en "High School Musical: El Concierto".
- La segunda lanzada en iTunes y escuchada en Radio Disney.
- La tercera llamada "explícita", que en realidad sólo usa palabras "maduras". Esta versión es la que se encuentra incluida en el disco.

Aun así, los fanes sintieron una mayor aceptación por la tercera versión, la cual poseía una letra más madura, con esto se inició el problema por la disquera y Disney que hasta ese momento aún manejaban en conjunto la carrera de Ashley, luego Warner Bros. Records se inclinó por dejar la versión explícita en el álbum lo cual provocó el rechazo de Disney, además de negarse a pasar el primer video grabado por Tisdale en donde aparecía un beso.

## Video musical
El video musical de "He Said She Said" tiene 2 versiones. El primero, dirigido por Chris Aplabaum (el mismo de "Umbrella" de Rihanna), fue filmado a principios de 2007, pero luego en junio fue re-filmado con una nueva versión, esta vez dirigido por Scott Speer. Éste se convirtió en el video oficial para el sencillo el día 19 de septiembre de 2007, cuando fue estrenado en TRL, a la semana siguiente debutó en este conteo en la posición número 10, y llegó a la ubicación número 1 al quinto día permaneciendo ahí por 16 días, convirtiéndose en uno de los videos con más números uno del año 2007 en TRL.
El video muestra a Ashley llegando a un antro en donde hay mucha gente bailando al ritmo de "He Said She Said", en ese lugar ella conoce a un chico interpretado por el actor norteamericano Josh Henderson ella lo busca durante toda la noche, sin saber que el también está interesado en ella, el video forma parte de la trilogía en donde la historia finaliza en el video "Suddenly" a donde podemos ver que Tisdale consigue encontrarse con el chico. En el video realizan cameos su exnovio Jared Murillo y su hermana Jennifer Tisdale.

### Recepción
El video en el conteo de TRL, causó un gran impacto en la audiencia, a pesar de que el formato del programa cambió pocos días después de que el video de "He Said She Said" ingresara, si se toma en cuenta el formato original, este video sería el con más días en el primer lugar en todo el año 2007 con 16 días en la posición #1 y con más de 40 días en el conteo, por lo cual ya sería retirado.
En el formato actual el video contabilizó 4 días en el #1 y 29 días en el conteo general.
En otro conteos del mundo, destaca el gran éxito que obtuvo en MTV Asia, donde acumula 3 semanas en la primera ubicación del Top 20 Pop y #39 en el Top 100 Hits del año 2007.
en Latinoamérica destaca su recorrido en Los 10+ Pedidos Sur en donde este año alcanzó a estar 11 días en la posición de honor. y se ubicó #81 en Los 100 más Pedídos.
Brasil fue otro de los países donde el video obtuvo gran aceptación en los diferentes conteos de las cadenas musicales.

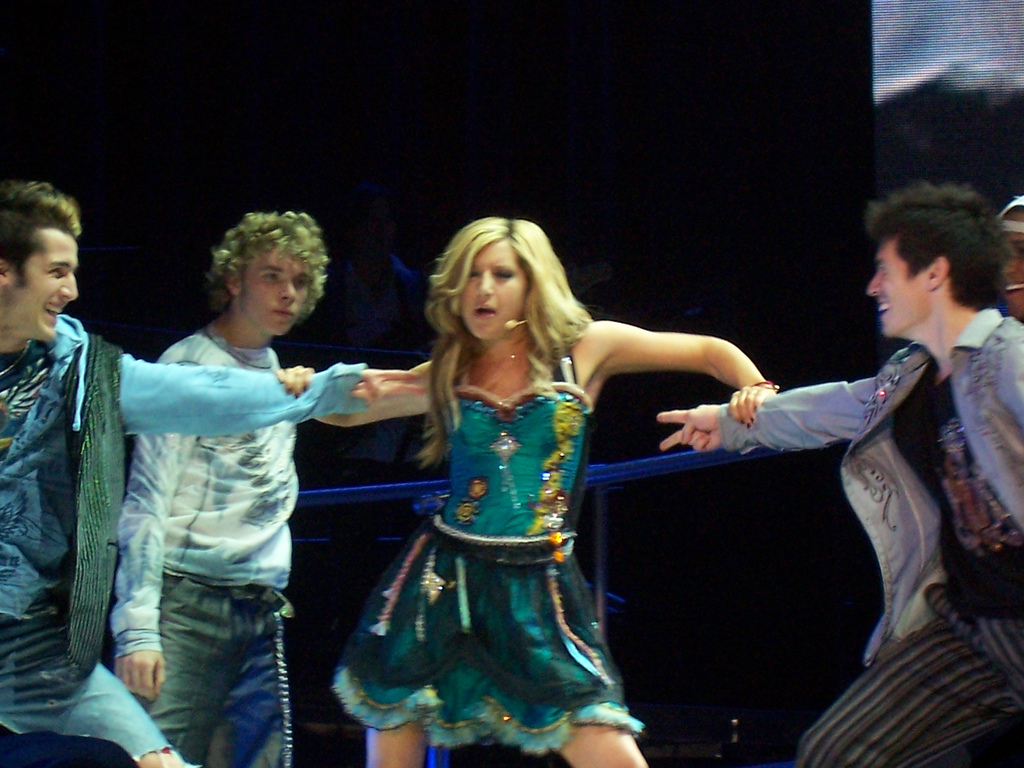
Ashley Tisdale presentando "He Said She Said" en vivo en la gira de conciertos High School Musical: The Concert

El 25 de enero de 2008, el video fue estrenado en MTV Centro, antes solo había sido estrenado en MTV Sur, con esto se convierte en la segunda artista de Disney en que la señal estrena sus videos después de Hilary Duff. El 4 de marzo de 2008 el video debutó en Los 10+ Pedidos Centro. El sencillo fue el número #43 de los 100+ Pedidos Zona Sur, y número #84 en la Zona Centro

## Promoción
Ashley Tisdale cantó la canción en el programa "Good Morning America" de ABC el 19 de octubre, "Live with Regis & Kelly" y "TRL" el 22 de octubre. También un fragmento del video original del tema fue utilizado para promocionar una marca de calzado "Red by Marc Ecko", además de tener apariciones en "The Early Show" y en "Ellen" en este último su aparición fue cancelada por tener algunas complicaciones post operación.
La canción fue usada en los créditos de la película "Bring It On: In It to Win It", como también tuvo una pequeña aparición de unos cortos segundos en la película "Cloverfield". Además ella uso esta canción en los comerciales de "Degree Girl" para la campaña Degre Girl: OMG! Moment, en donde ella aparece cantando "He Said She Said" en un concierto y luego cae por las escaleras. También con esta canción ella finalizaba su gira de conciertos Headstrong Tour Across America, además de presentarla en el tour High School Musical: El Concierto.

## Formatos y listas de canciones
CD Single Digital Warner Bros. Records
Lanzamiento: 19 de diciembre de 2006
| CD Single 1 (iTunes) |                    |                   |       |
| 1                    | "He Said She Said" | Radio Disney Edit | 03:06 |
| 2                    | "Headstrong"       | Album Version     | 03:10 |
| CD Single 2 (iTunes) |                    |                   |       |
| 1                    | "He Said She Said" | Edit              | 03:07 |
| 2                    | "Be Good To Me"    | Edit              | 03:17 |

 CD Single Limited Edition Warner Bros. Records - (WEA/EMI Music)
Lanzamiento: 13 de noviembre de 2007
| Enganche CD single |                                              |               |       |
| 1                  | "He Said She Said"                           | Album Version | 03:07 |
| 2                  | "He Said She Said"                           | Music Video   | 03:08 |
| 3                  | "There's Something About Ashley" DVD Trailer | DVD Edit      | 01:37 |

 CD Single Estándar Warner Bros. Records B000M06A66 (WEA)
Lanzamiento: 16 de enero de 2007
| CD single |                    |                   |       |
| 1         | "He Said She Said" | Radio Disney Edit | 03:08 |
| 2         | "Be Good To Me"    | Non-Rap Version   | 03:17 |

 CD Single Europeo Warner Bros. Records B000WQGW40 - (WEA/EMI Music)
Lanzamiento: 26 de octubre de 2007
| Maxi Single |                    |                  |       |
| 1           | "He Said She Said" | Album Varsion    | 03:07 |
| 2           | "He Said She Said" | Von Doom Mixshow | 06:02 |
| 3           | "He Said She Said" | Redtop Edit      | 05:03 |
| 4           | "Last Christmas"   | Single Version   | 03:56 |

## Versiones
- Album Version — 03:07
- Instrumental — 03:07
- Semi-Edited — 03:06
- Demo Version — 03:04

### Remixes
| - Morgan Page Club Edit — 04:58 - Morgan Page Club Edit — 04:58 - Morgan Page Club Mix — 07:16 - Morgan Page Dub — 07:17 - Von Doom Radio Edit — 04:12 - Von Doom Mixshow — 06:02 - Von Doom Club Mix — 07:15 - Friscia & Lamboy's Radio — 03:51 - Friscia & Lamboy's Mixshow — 06:12 - Friscia & Lamboy's Club — 08:12 | - Friscia & Lamboy's Dub — 07:33 - Funky Junction & Antony Reale Radio Edit — 03:20 - Funky Junction & Antony Reale Club Mix — 06:32 - Funky Junction & Korovan Club Mix — 05:01 - DJ Gomi's Radio Vox — 04:43 - DJ Gomi's Main Vox — 09:00 - Redtop Edit — 05:03 - Redtop Club Mix — 07:22 |

## Rendimiento en las listas musicales de sencillos
El sencillo en su primera realización en diciembre del 2006, logró debutar #77 en el Billboard Hot 100 de Estados Unidos y posicionarse en las diferentes listas de Australia, Chile, Taiwán, México y Canadá.
En Latinoamérica fue uno de los lugares en donde Ashley Tisdale con este tema logró más éxito, al lograr colocarlo en el Top de radial de varios países de la Región.
En su relanzamiento en septiembre del 2007 inmediatamente después de debutar con su video oficial de la canción, este incremento paulatinamente las descargas digitales, además de ser lanzado en países europeos como UK, Irlanda, Austria y Alemania en este último logró estar dentro del Top 20 de ese país.
Al comenzar el 2008, el tema aumentó en descargas digitales en Estados Unidos y Canadá logrando reingresar al Hot 100 del Billboard estadounidense para luego alcanzar una nueva máxima posición en esa lista #58 mientras en Canadá logró ingresar al Billboard local en la posición #62.
en enero de 2008 el tema siguió aumentando en descargas legales por iTunes en varios países del mundo.
El día 23 de enero de 2007, la canción logró pasar sorprendentemente su antiguo peak en las listas de descargas de iTunes el cual era #67 para llegar a posicionarse #30 en la lista "Top 100 General" y #9 en la lista "Top 100 Pop".
Como curiosidad se destaca el rápido Airplay Radial que obtuvo esta canción en Chile siendo rápidamente realizada en el mes de diciembre de 2006 a días después de ser lanzada en Estados Unidos, esto es bastanate curioso tomando en cuenta que era un sencillo debut de una artista nueva, además de que el tema alcanzó a llegar a la posición #42 en el Top 100 de ese país a principios de enero de 2007. Luego en septiembre fue lanzado Be Good To Me el cual alcanzó el primer lugar en las listas de ese país, para luego en diciembre de 2007 fuera relanzado "He Said She Said" y con esto nuevamente alcanzó los primeros lugares llegando a estar #7 en el Top 40 Airplay Singles de ese país en enero de 2008. 
En febrero de 2008 la canción fue certificada por la RIAA con Oro en Estados Unidos por más de 500,000 descargas digitales en ese país.

### Listas musicales de canciones
| País           | Lista musical        | Primera semana | Posición de ingreso | Mejor posición | Semanas en la mejor posición | Semanas en la lista musical | Última semana |
| -------------- | -------------------- | -------------- | ------------------- | -------------- | ---------------------------- | --------------------------- | ------------- |
| América        |                      |                |                     |                |                              |                             |               |
| Brasil         | Hot 100 Singles      | 25-08-2007     | 96                  | 43             | 2                            | 8                           | 13-10-2007    |
| Canadá         | Canadian Hot 100     | 12-01-2008     | 62                  | 62             | 1                            | 4                           | 02-02-2008    |
| Canadá         | Hot Digital Songs    | 12-01-2008     | 65                  | 65             | 1                            | 4                           | 02-02-2008    |
| Chile          | Chile Top 100        | 03-02-2007     | 91                  | 7              | 1                            | 39                          | 31-05-2008    |
| Chile          | Dance Airplay        | 18-02-2007     | 75                  | 1              | 8                            | 40                          | 22-06-2008    |
| Estados Unidos | Hot 100              | 27-01-2007     | 77                  | 58             | 1                            | 8                           | 23-02-2008    |
| Estados Unidos | Pop 100              | 27-01-2007     | 62                  | 41             | 1                            | 11                          | 09-02-2008    |
| Estados Unidos | Hot Digital Songs    | 27-01-2007     | 65                  | 45             | 1                            | 8                           | 09-02-2008    |
| Estados Unidos | Hot Digital Tracks   | 12-01-2008     | 44                  | 44             | 1                            | 1                           | 12-01-2008    |
| Estados Unidos | Hot Dance Club Play  | 12-01-2008     | 21                  | 21             | 2                            | 3                           | 26-01-2008    |
| Estados Unidos | Top 40 Mainstream    | 08-12-2007     | 38                  | 37             | 3                            | 5                           | 05-01-2008    |
| Estados Unidos | Hot Videoclip Tracks | 12-01-2008     | 25                  | 25             | 1                            | 1                           | 12-01-2008    |
| México         | Top 100 Singles      | 10111-2007     | 2                   | 2              | 1                            | 17                          | 15-03-2008    |
| Perú           | Hot 100 singles      | 03-02-2007     | 8                   | 1              | 4                            | 35                          | 03-05-2008    |
| África         |                      |                |                     |                |                              |                             |               |
| Sudáfrica      | Top 40 Singles       | 31-03-2007     | 36                  | 9              | 1                            | 9                           | 26-05-2007    |
| Asia           |                      |                |                     |                |                              |                             |               |
| Taiwán         | Top 10 Singles       | 22-01-2007     | 8                   | 8              | 2                            | 9                           | 23-04-2007    |
| Europa         |                      |                |                     |                |                              |                             |               |
| Alemania       | Top 100 Singles      | 12-11-2007     | 17                  | 17             | 1                            | 15                          | 02-03-2008    |
| Austria        | Top 75 Singles       | 09-11-2007     | 24                  | 21             | 1                            | 16                          | 29-02-2008    |
| Croacia        | Hot 50 Singles       | 18-11-2007     | 23                  | 17             | 1                            | 7                           | 30-12-2007    |
| España         | Top 100 Singles      | 09-11-2007     | 8                   | 3              | 2                            | 20                          | 28-02-2008    |
| Irlanda        | Top 100 Singles      | 09-11-2007     | 99                  | 14             | 2                            | 18                          | 14-02-2008    |
| Romania        | Hot 100 Singles      | 18-11-2007     | 79                  | 79             | 1                            | 1                           | 18-11-2007    |
| Europa         | European Hot 100     | 10-11-2007     | 65                  | 65             | 1                            | 7                           | 19-01-2008    |
| Europa         | Euro 200             | 03-11-2007     | 146                 | 59             | 1                            | 16                          | 02-03-2008    |
| Reino Unido    | UK Singles Chart     | 27-10-2007     | 198                 | 155            | 1                            | 3                           | 10-11-2007    |
| Turquía        | top 40 Singles Chart | 18-11-2007     | 40                  | 29             | 2                            | 8                           | 06-01-2008    |
| Oceânia        |                      |                |                     |                |                              |                             |               |
| Australia      | Top 50 Singles       | 17-11-2007     | 50                  | 21             | 1                            | 14                          | 29-02-2008    |
| Nueva Zelandia | Top 40 Singles       | 17-11-2007     | 34                  | 29             | 1                            | 4                           | 07-12-2007    |
| Mundo          |                      |                |                     |                |                              |                             |               |
| Mundo          | Top 100 Singles      | 05-02-2007     | 97                  | 31             | 1                            | 11                          | 10-12-2007    |

## Certificaciones
| País           | Proveedor | Ventas   | Certificación |
| -------------- | --------- | -------- | ------------- |
| AMÉRICA        |           |          |               |
| Estados Unidos | RIAA      | 500,000+ | Oro           |